# Kpassagnon Gneto
Kpassagnon Gneto (25 gennaio 1971) è un ex calciatore ivoriano, di ruolo difensore.

## Carriera

### Club
Ha giocato nel campionato ivoriano e francese.

### Nazionale
Con la maglia della Nazionale ha partecipato alla Coppa d'Africa nel 1996.